# Alf im Märchenland
Alf im Märchenland (Originaltitel: The Alf Tales) ist eine US-amerikanische Zeichentrickserie, die zwischen 1988 und 1989 produziert wurde. Die Serie basiert auf der Fernsehserie Alf, die sich um den gleichnamigen Außerirdischen dreht.

## Handlung
Alf schlüpft in die Rolle einer Märchenfigur und erzählt ihre Geschichte aus seiner Perspektive.

## Produktion und Veröffentlichung
Die Serie wurden zwischen 1988 und 1989 in den USA produziert. Dabei entstanden zwei Staffeln mit 21 Folgen.
Die Serie wurde erstmals am 10. September 1988 auf NBC ausgestrahlt. Die deutsche Erstausstrahlung fand am  8. April 1991 auf Sat.1 statt. Gezeigt wurde sie bei Bim Bam Bino. Spätere Ausstrahlungen gab es ebenfalls auf Kabel eins, Junior und K-Toon.

## Episodenliste

### Staffel 1
| Nr. | deutscher Titel                        | englischer Titel         | deutsche Erstausstrahlung | englische Erstausstrahlung |
| 1   | Robin Hood                             | Robin Hood               | 8. April 1991             | 10. September 1988         |
| 2   | Der schlafende Prinz                   | Sleeping Beauty          | 15. April 1991            | 17. September 1988         |
| 3   | Cinderella                             | Cinderella               | 24. September 1988        |                            |
| 4   | Die Legende vom kopflosen Reiter       | Legend Of Sleepy Hollow  | 29. April 1991            | 1. Oktober 1988            |
| 5   | Jack und die Wunderbohne               | Jack And The Beanstalk   | 6. Mai 1991               | 8. Oktober 1988            |
| 6   | Die Aladin-Brüder und ihre Wunderlampe | The Aladdin Brothers     | 13. Mai 1991              | 15. Oktober 1988           |
| 7   | Rapunzel                               | Rapunzel                 | 20. Mai 1991              | 29. Oktober 1988           |
| 8   | Rumpelstilzchen                        | Rumplestilskin           | 27. Mai 1991              | 12. November 1988          |
| 9   | Die Prinzessin auf der Erbse           | The Princess And The Pea | 10. Juni 1991             | 19. November 1988          |
| 10  | John Henry, der Kochakrobat            | John Henry               | 17. Juni 1991             | 3. Dezember 1988           |
| 11  | Die drei kleinen Schweinchen           | The Three Little Pigs    | 24. Juni 1991             | 10. Dezember 1988          |
| 12  | Alice im Wunderland                    | Alice In Wonderland      | 1. Juli 1991              | 17. Dezember 1988          |
| 13  | Peter Pan                              | Peter Pan                | 7. Januar 1989            |                            |

### Staffel 2
| Nr. | deutscher Titel                      | englischer Titel                 | deutsche Erstausstrahlung | englische Erstausstrahlung |
| 14  | Hänsel und Gretel                    | Hansel And Gretel                | 8. Juli 1991              | 16. September 1989         |
| 15  | Der Hexer von Oz                     | The Wizard Of Oz                 | 15. Juli 1991             | 23. September 1989         |
| 16  | Die Heinzelmännchen und der Schuster | The Elves And The Shoemaker      | 30. September 1989        |                            |
| 17  | Des Kaisers neue Kleider             | The Emperor’s New Clothes        | 4. Oktober 1989           |                            |
| 18  | Goldlöckchen und die drei Bären      | Goldie Locks And The Three Bears | 28. Oktober 1989          |                            |
| 19  | Rotkäppchen                          | Little Red Riding Hood           | 11. November 1989         |                            |
| 20  | Schneewittchen und die sieben Zwerge | Snow White And The Seven Dwarfs  | 29. Juli 1991             | 2. Dezember 1989           |
| 21  | König Midas                          | King Midas                       | 22. Juli 1991             | 9. Dezember 1989           |